# Unsagbarkeitstopos
Der Unsagbarkeitstopos ist ein bekannter Topos in der Geisteswissenschaft, Literatur und Musik.
Der Unsagbarkeitstopos bezeichnet in der Rhetorik die von Ernst Robert Curtius erstmals so bezeichnete stereotyp beteuerte Schwierigkeit, einem umfangreichen Stoff in gebotener Kürze gerecht werden zu können. Er spielt aber auch in der Sprachphilosophie eine wichtige Rolle.
Das Unsagbare wird in dem Augenblick thematisch, in dem fraglich scheint, ob das mit Wörtern Aussagbare die Erfahrungswirklichkeit wiedergeben kann. So berichtet schon Platon, Nichtseiendes sei „unsagbar und unaussprechlich“ (altgriechisch ἄρρητον καὶ ἄφθεγκτον árreton kaì áphtegkton).
Der Philosoph Plotin (3. Jh. n. Chr.) urteilte in seiner Beschäftigung mit dem „Einen“, gerade auf der strikten Unsagbarkeit des „Einen“ beruhe sein Zusammenhang mit dem Sagbaren: Für dasjenige jenseits des Sagbaren gebe es keine Worte. Er sprach deshalb von einer „schweigenden Rede“
(altgriechisch λόγος σιωπῶν). Häufig fand sich bis in neuere Zeit die Meinung, Plotin schreibe ein schlechtes Griechisch. Der Altphilologe Wilhelm Enßlin hielt dagegen, dass das nur dann stimme, wenn man die Regeln der Schulgrammatik für allein maßgebend hält. Die großen Verständnisschwierigkeiten seien nicht in der unklaren Ausdrucksweise, sondern der Abstraktheit der Gedanken begründet. Trotz aller Freiheiten folge Plotins Sprache der griechischen Grammatik und sei nicht etwa das stammelnde Sich-äußern des Mystikers, der immer wieder um einen Ausdruck für das Unsagbare ringt.
In der Mystischen Theologie von Pseudo-Dionysius Areopagita dienten Oxymora der Bezeichnung des Unsagbaren. Literarische Darstellungen der Ekstase fassten im Mittelalter wie schon Platon und Sappho die Liebe als paradoxen Zustand auf und wiesen auf prinzipielle Unsagbarkeit hin.
Das Motiv des Unsagbaren ist auch bei Dichtern wie Dante ein immer wiederkehrendes Motiv. Im mittelalterlichen Roman Reinfried von Braunschweig heißt es, nicht einmal Ovid könne die Liebesfreuden des Hochzeitspaares beschreiben. Albrecht schreibt, den Ruhm des Geschlechtes von Titurison könne weder Ovid noch Aristoteles adäquat beschreiben.
In der Lyrik und Rhetorik des Barock spielte der Unsagbarkeitstopos und das Schweigen eine große Rolle.
In der Romantik entwickelte sich aus Überlegungen zur Unsagbarkeit die „Idee der absoluten Musik“, und der Widerspruch, dass die Musik das sprachlich Unsagbare in ihrer Sprache sagt, wurde wiederum im Medium der Sprache und Dichtung poetisch reflektiert.
Richard Wagner wollte, wie seine Schriften über Beethoven zeigen, am romantischen Unsagbarkeitstopos festhalten und schloss sich der Auffassung an, wo die menschliche Sprache aufhöre, fange die Musik an. Robert Schumann war darüber hinaus der Auffassung, Beethovens Musik dürfe nicht nur nicht kritisiert werden, sie dürfe auch nicht gelobt werden, weil auch das eine Anmaßung sei. Man solle Beethovens Musik lieben und ansonsten über sie schweigen. Bei Wagner und Schumann sind in der Beschäftigung mit Beethoven der Unsagbarkeitstopos und die Unbeschreibbarkeit besonders betont. In der Musik nach „Seelengemälden“ zu suchen, eine ästhetische Auffassung der Musik, stoße bei Beethoven an seine Grenzen.
Immanuel Kant definiert den „Geist in ästhetischer Bedeutung“ durch das Unsagbare: die „ästhetische Idee“ sei die Vorstellung der
Einbildungskraft, die „zu einem Begriffe viel Unnennbares hinzu denken läßt, dessen Gefühl die Erkenntnißvermögen belebt und mit der Sprache, als bloßem Buchstaben, Geist verbindet“.
Um 1900 ist die Entmächtigung der rationalen Sprache und ihres Herrschaftsanspruchs eine wirkungsmächtige Idee der Zeit, die eine eigene Metaphorik des Mangels ausbildet. Der Unsagbarkeitstopos ist hier fester Bestandteil der literarischen Inszenierungen grenzwertiger Erfahrungen. Sprachkrisen werden literarisch inszeniert auch im Zusammenhang mit literarischen Reflexionen dieser Zeit über Bilder, wie man sie beispielsweise bei Hugo von Hofmannsthal, Rainer Maria Rilke und Robert Musil findet.
In Hofmannsthals Ein Brief wird das Scheitern neuzeitlicher Ich-Konzeption signalisiert und das Ich als Mittelpunkt der Täuschung herausgestellt, der moderne Schriftsteller leidet unter Ich-Dissoziation. Das Ich ist nicht mehr der Ort der Selbsterkenntnis wie in der Philosophie der Neuzeit, sondern der Brennpunkt der Täuschung. Je mehr es sich seiner selbst zu versichern versucht, desto mehr wird es sich fremd. Die zunehmenden Brüche am Ich rühren von seiner vergangenen Lebenszeit her. In diesem Zusammenhang wird aber auch eine  Zeit „gute[r] Augenblicke“ und eine „unnennbare“ Zeit außerhalb der Zeit beschworen. Die „alltäglichen“ Dinge, Gebrauchsgegenstände des einfachen Lebens seien es, an deren Anblick sich plötzlich Sinnhaftigkeit entzündet. Mobilisiert wird das ganze Vokabular einer Ästhetik des Erhabenen, um dem Leser zu zeigen, dass in diesen Zeitsprüngen Inseln des Sinns einer anderen Ordnung aufgetan werden. Diese besonders von  Karl Heinz Bohrer für die spätere Literatur des 20. Jahrhunderts herausgestellte „Ästhetik des Plötzlichen“ ist in der Geistesgeschichte seit jeher mit dem Erhabenen verbunden. Hofmannsthal variiert den Unsagbarkeitstopos zur Umschreibung der „guten Augenblicke“ in dieser Tradition des Erhabenen, die sich zurückverfolgen lässt bis zu Pseudo-Longinos (ca. 1. Jh. n. Chr.), der schrieb, dass „das Schweigen […] erhabener [ist] als alles, was Rede wird“. (Walter Benjamin nannte diese Augenblicke bei Hofmannsthal Zeitpunkte „profaner Offenbarung“.) Hofmannsthal lässt seinen Protagonisten in solchen Augenblicken Wendungen nutzen wie „Gegenwart des Unendlichen“ und „vollste erhabenste Gegenwart“, „Hinüberfließen“, „durchwebende Harmonie“ und ein „ahnungsvolles Verhältnis zum ganzen Dasein“. Hier gibt es keine Entzweiung und keinen Zerfall wie in den sprachkritischen vorigen Teilen des Werkes. In diesen Augenblicken seien die Dualismen der Neuzeit wie Verstand und Gefühl, Subjekt und Objekt, Geist und Materie, wie die Geistesgeschichte sie seit René Descartes kennt, aufgehoben.
Der Phänomenologe Edmund Husserl versuchte, den Ursprung der Zeit im zeitkonstituierenden Bewusstsein nachzuweisen, und musste in seinem Projekt einer „Philosophie als strenger Wissenschaft“ letztlich tropische Rede benutzen, die sich vor allem der Metaphern von „Fluss“ und „Quelle“ bedient. Husserl schrieb in diesem Zusammenhang, dass die „Namen fehlen“, was auf eine Unsagbarkeit des phänomenologischen Ursprungs der Zeit hindeute. Der unzeitliche und ungegenständliche Bewusstseinsfluss könne hier immer nur als zeitlich und gegenständlich gedacht und daher nur metaphorisch besprochen werden. Der Philosoph Paul Ricœur sprach von der Unerforschlichkeit des Ursprungs der Zeit als einer Aporie.
Die Reflexion des Unsagbaren gewinnt im 20. Jahrhundert insgesamt an Bedeutung. Ludwig Wittgenstein stellte fest, dass es „Unaussprechliches“ gibt. Der Unterschied zwischen Sagen und Zeigen („Was gezeigt werden kann, kann nicht gesagt werden“) macht für ihn den Gegenstand der Philosophie aus, die „das Unsagbare bedeuten [wird], indem sie das Sagbare klar darstellt“. Unsagbar ist für Wittgenstein einerseits das Allerhöchste, andererseits aber auch das Alltägliche und Normale.
Herwarth Walden, einer der wichtigsten Förderer der deutschen Avantgarde des frühen 20. Jahrhunderts, befand, dass man über Bilder eigentlich nicht sprechen könne. Um ein Bild sehen zu können, habe man nur eines nötig: „das Bild zu  s e h e n“.
In seinem Gedicht Ein Wort (1941) spielt Gottfried Benn auf den Unsagbarkeitstopos an: auf das Wort, das als Erkenntnismittel besonders seit der Sprachkrise des 20. Jahrhunderts fraglich geworden ist. Zugleich geht es Benn um die Bedeutung des Wortes seit dem Johannesevangelium. Die Huldigung des Wortes kann hier keine dauerhaft sinnhafte Welt erzeugen, nur im Augenblick: in der Kunst; das Subjekt bleibt in diesem Gedicht allein „im leeren Raum um Welt und Ich“. Das „Wort“ im Evangelium griff schon Goethe auf, als Faust im Studierzimmer bei der Übersetzung von lógos (altgriechisch λόγος) stockt, dann  „Wort“, „Sinn“, „Kraft“ als Übersetzung verwirft und sich für „Tat“ als beste Übersetzung entscheidet.
Der Physiker Albert Einstein war davon überzeugt, dass seine entscheidenden Gedanken außerhalb der Sprache entstanden sind.
Für Martin Heidegger ist das Wesen der Logik die Sigetik, in der erst das Wesen der Sprache begriffen wird, das „nichts Sprachliches sein kann“ und „ohne Namen“ gelassen werden solle.
Der Philosoph Hans Blumenberg versuchte, eine „authentische Leistungsart der Erfassung von Zusammenhängen“ zu entwickeln und „die Unsagbarkeit selbst sprachlich darzustellen“.
Die Frage nach Ästhetik, Musik und Sprache, die schon in der Romantik aufgekommen war, ist bis heute wirksam und wird auch mit den Mitteln der Analytischen Philosophie und der Linguistik reflektiert, unter anderem von dem Linguisten Manfred Bierwisch und dem Philosophen Franz von Kutschera.
Auch in den Fan-Diskursen der Gegenwart spielt der Unsagbarkeitstopos eine Rolle. Häufig wird hier mit der Gegenüberstellung von Analyse und Faszination am Stoff gearbeitet. Rainald Goetz beispielsweise zeigt Widerstand gegen die Analyse von Pop. Pop könne nicht weiter analysiert werden.